# Si Suthammaracha
Si Suthammaracha (tiếng Thái: ศรีสุธรรมราชา) là vị vua thứ ba thuộc triều Prasat Thong - Vương quốc Ayutthaya trong lịch sử Thái Lan. Ông trị vì từ tháng 8 năm 1656 đến ngày 26 tháng 10 năm 1656 (2 tháng 17 ngày)..
Si Suthammaracha là em trai của vua Prasat Thong. Sau khi vua Prasat Thong qua đời vào năm 1656, Hoàng trưởng tử Chao Fa Chai đã kế vị cha mình với vương hiệu Vua Sanpet VI.
Tuy nhiên, điều đó trái với truyền thống của vương quốc khi ngai vàng được ưu tiên truyền cho anh em hơn là con cháu. Do đó, Thân vương Si Suthammaracha, chú của Chaofa Chai, lên kế hoạch với Hoàng tử Narai (con thứ của Prasat Thong) mưu đồ hạ bệ vua Chaofa Chai. Sau chín tháng lên ngôi, Sanpet VI đã bị hành hình sau một cuộc đảo chánh.:216–217:56 Narai và chú của ông đã đi diễu hành  vào cung, và Si Suthammaracha làm lễ đăng cơ ngôi Hoàng đế, chỉ định Narai là Uparaja, tức Đệ nhị vương.
Tuy nhiên, Narai cũng là người cơ nhiều tham vọng. Ông ta đã liên minh với người Hà Lan để tạo vây cánh cho mình. Vương quyền của Si Suthammaracha vô cùng yếu ớt và ông đã nằm dưới sự kiểm soát của Chao Phraya Chakri, một quan đại thần đầy tham vọng cũng có ý đồ đoạt ngôi.
Năm 1656, mối quan hệ giữa Narai và vuơng thúc đã chính thức đổ vỡ. Si Suthammaracha say đắm người em gái của Narai, Công chúa Ratcha Kanlayani. Ông ta ra lệnh cho những người lính của mình bao vây nhà của công chúa và bắt cóc cô. Công chúa đã bỏ trốn trong rương sách và sau đó đã bỏ trốn đến Tiền cung cầu cứu anh trai.
Tức giận vì hành vi của Si Suthammaracha, Narai quyết định hành động. Ông đã nhận được sự ủng hộ từ những người lính đánh thuê Ba Tư và Nhật Bản đã bị đàn áp trong thời kỳ trị vì của cha mình. Vào ngày Ashura, người Ba Tư và người Nhật đã cùng nhau tấn công hoàng cung. Đệ nhị vương đã chiến đấu với chú của mình, cho đến khi nhà vua chạy trốn đến Hậu cung. Si Suthammaracha bị bắt và bị hành quyết tại Wat Khok Phraya vào ngày 26 tháng 10 năm 1656.:216–217:56 Narai sau đó lên ngôi Hoàng đế và trở thành vị vua cuối cùng của nhà Prasat Thong.